# Endogamia en familias reales

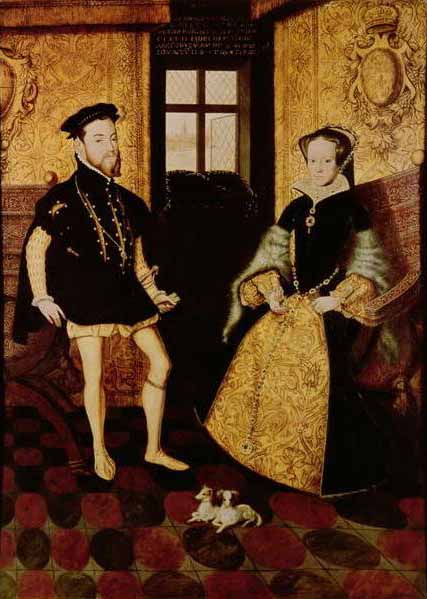
Los Habsburgo, Felipe II de España y su esposa, Tudor, María I de Inglaterra. María y Felipe eran tía y sobrino segundos, pues María era prima hermana del padre de Felipe, el emperador Carlos.

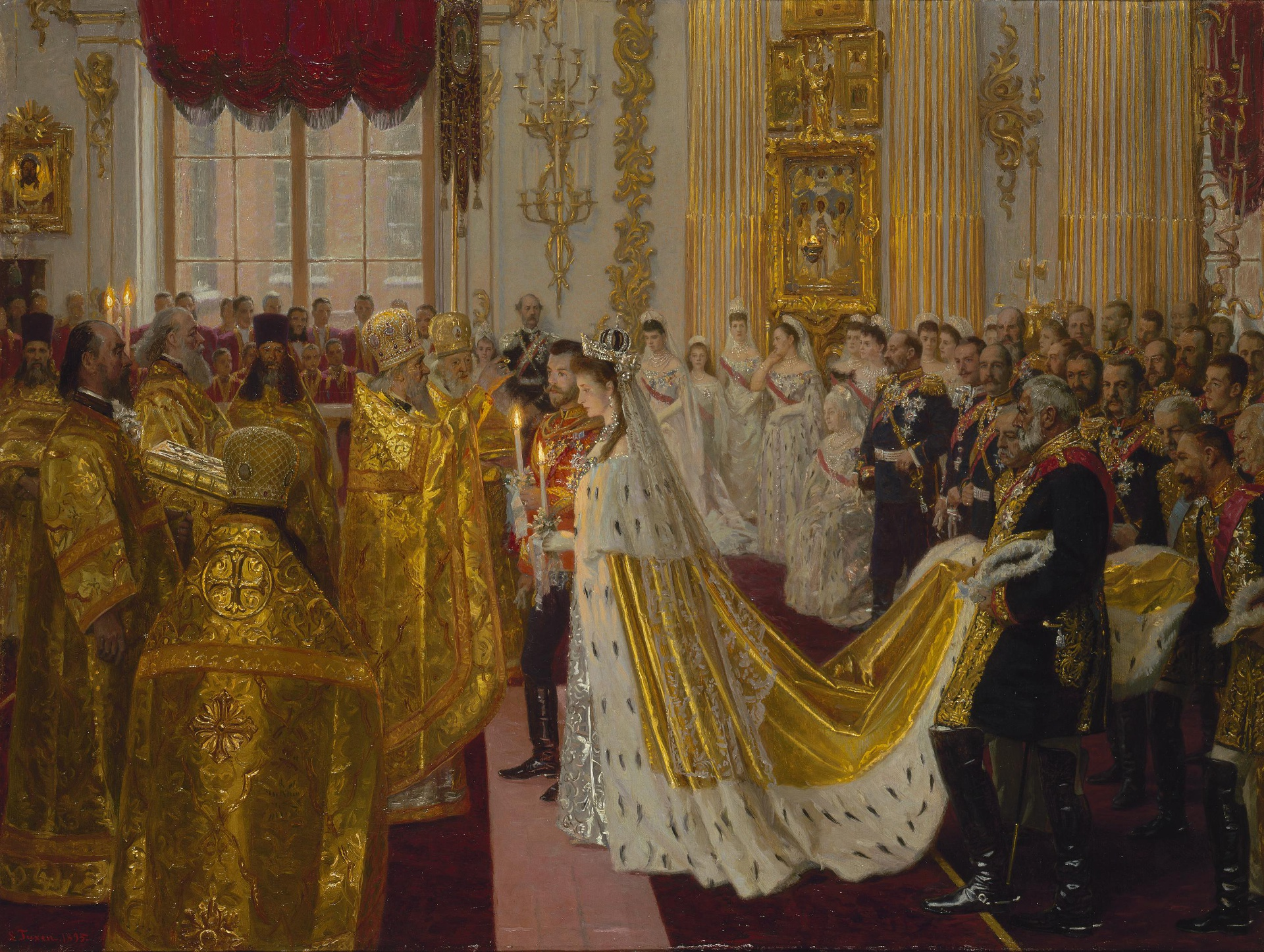
Boda de Nicólas II de Rusia y Alejandra Fiódorovna Románova, primos segundos por su bisabuela en común Guillermina de Baden.

Los matrimonios consanguineos reales  (o endogamia real, matrimonios mixtos)  es la práctica de los miembros de las dinastías gobernantes de casarse con otras familias reinantes. Más comunes en el pasado, como parte de la diplomacia estratégica por razones de Estado. Aunque a veces forzada por requisito legal en personas de sangre real, es más a menudo que sea por cuestión de política y / o tradición política en las monarquías.
En Europa, la práctica fue más prevalente en la época medieval hasta el estallido de la Primera Guerra Mundial, pero la evidencia de los matrimonios consanguineos entre dinastías reales en otras partes del mundo se puede encontrar desde la Edad del Bronce. Los monarcas estaban a menudo en busca del engrandecimiento nacional e internacional en favor de sí mismos y sus dinastías,  por lo tanto lazos de parentesco tienden a promover o impedir las guerras. El matrimonio entre dinastías podría servir para iniciar, reforzar o garantizar la paz entre las naciones. Alternativamente, el matrimonio podría asegurar una alianza entre dos dinastías para reducir la sensación de amenaza entre ambas o para iniciar la agresión contra el reino de una tercera dinastía. También podría ayudar a la adquisición territorial por una dinastía procurando derecho a un trono extranjero, o porciones de su ámbito (por ejemplo, colonias), a través de la herencia de una heredera cada vez que un monarca no pudo dejar un heredero varón indiscutible.
En algunas partes de Europa, la realeza continuó casándose con las familias de sus grandes vasallos hasta el siglo XVI, a partir de entonces, tiende a casarse de forma más internacional. En otras partes del mundo, los matrimonios consanguineos eran menos frecuentes y el número de casos creció y menguó con el tiempo, dependiendo de la cultura y la política exterior de la época.

## Matrimonios reales como política internacional

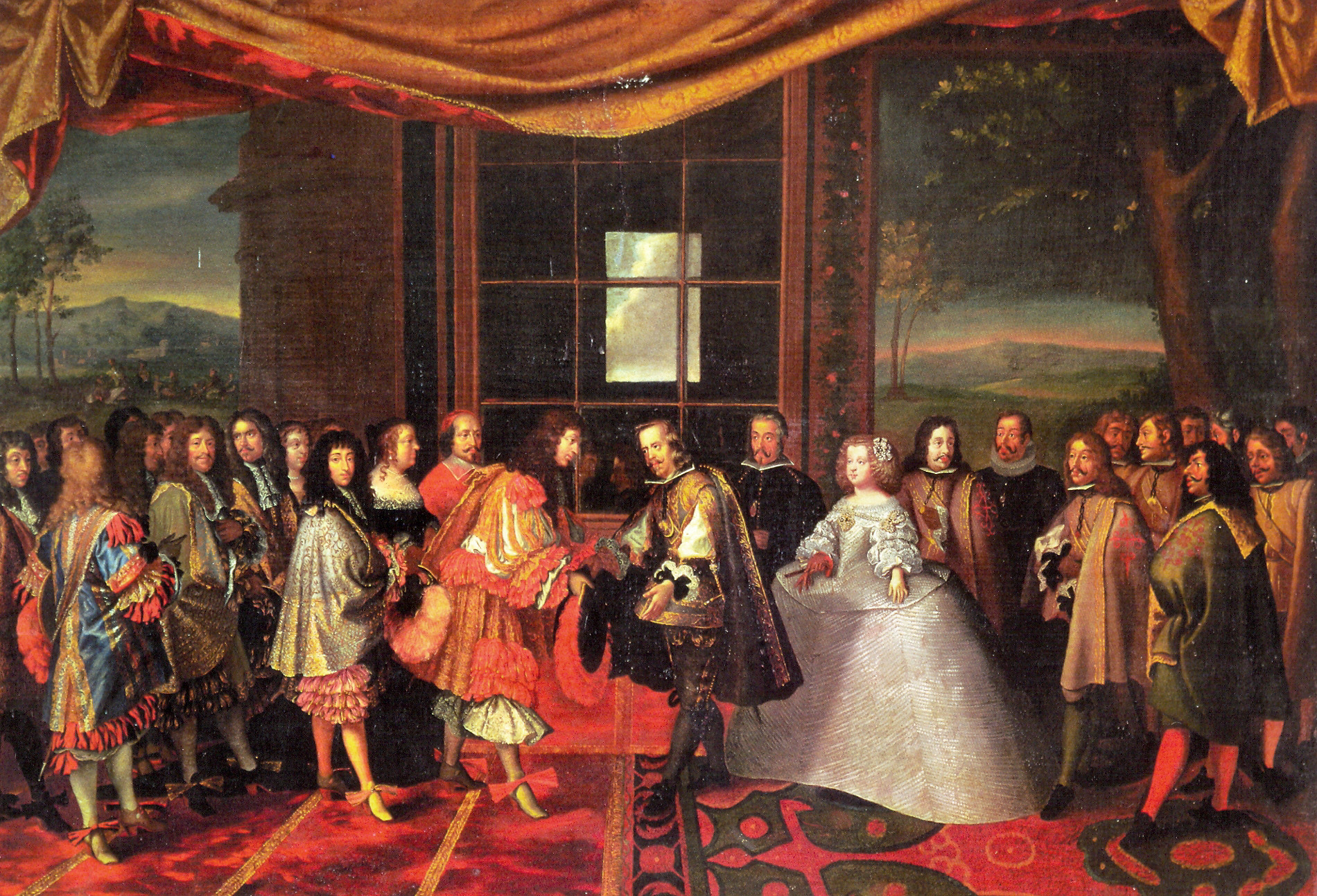
Luis XIV de Francia y Felipe IV de España reunidos en la Isla de los Faisanes para la firma del tratado de los Pirineos el cual, en parte, arregló el matrimonio entre Luis con la hija de Felipe María Teresa.

Si bien el ideal occidental contemporáneo ve al matrimonio como un vínculo único entre dos personas que están enamoradas, en las familias en las que la herencia es parte central del poder (como en las familias reales) el matrimonio es visto en una luz diferente. A menudo hay funciones políticas y no románticas que deben ser atendidas, la riqueza relativa y el poder de los cónyuges potenciales deben ser considerados. El matrimonio por razones políticas, económicas o diplomáticas fue un patrón visto durante siglos entre los gobernantes europeos.

### Europa

#### Europa medieval y moderna temprana
Una selección cuidadosa de un cónyuge era importante para mantener el estado real de una familia: dependiendo de la ley del país en cuestión, si un príncipe o rey era de casarse con un plebeyo que no tenía sangre real, aunque se reconocía el primogénito como hijo de un soberano, este no podría ser capaz de reclamar el trono de su padre.
Tradicionalmente, muchos factores fueron importantes en la organización de matrimonios reales. Uno de esos factores era la cantidad de territorio que la otra familia real gobernaba o controlaba. Otro factor relacionado era la estabilidad del control que ejerce esa familia sobre ese territorio: Cuando no había una inestabilidad territorial, otras familias se encontraban menos inclinadas a casarse en esa familia. Otro factor fue la alianza política: el matrimonio era una forma importante de unir familias reales y sus países durante la paz y la guerra y podía justificar muchas decisiones políticas importantes.
El incremento de los matrimonios mixtos muchas veces significaba las tierras pasaron a manos de casas extranjeras, cuando el heredero más próximo era el hijo de un dinasta nativa y un real extranjera. Los Habsburgo, por ejemplo, expandieron su influencia a través de los matrimonios arreglados y mediante la obtención de privilegios políticos en donde después se convertiría en Suiza, en el siglo XIII la casa dirigía su matrimonios políticos a familias en Alta Alsacia y Suabia. Dado el éxito de la política territorial de los Habsburgo, un lema llegó a ser asociado con su dinastía: Bella Gerant alii, tu, felix Austria, nube! ("Deja que otros hagan guerra. tu, feliz Austria, cásese!")

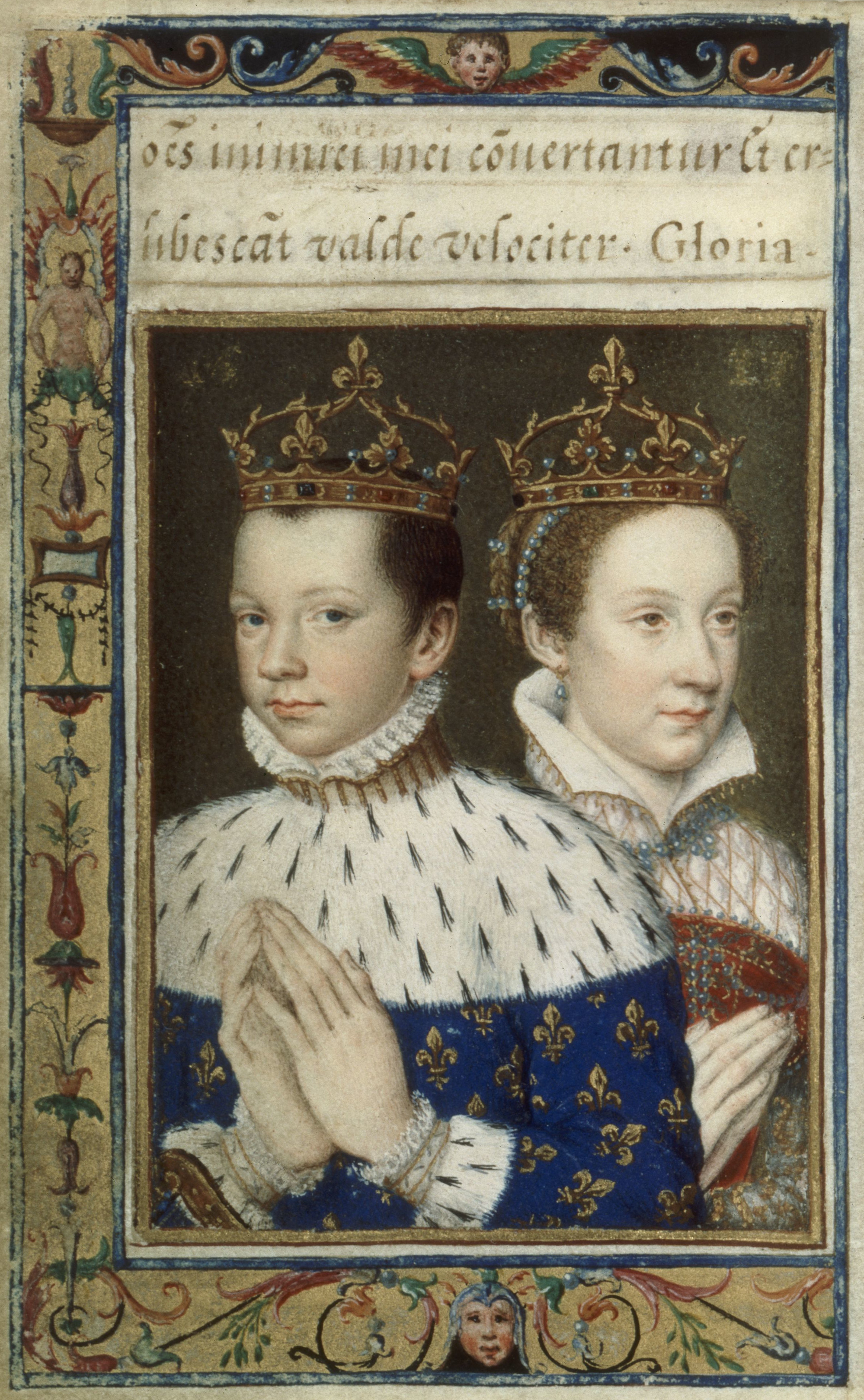
La joven María, reina de Escocia y su esposo, Francisco II de Francia poco después de su coronación

Los reyes a veces tomaban muchas medidas para evitar esto. En su matrimonio con Luis XIV de Francia, María Teresa, hija de Felipe IV de España, fue forzada a renunciar a su derecho al trono español. Cuando monarcas o herederos naturales desposaban otros monarcas o herederos acuerdos especiales, a veces en forma de tratados, se negociaban para determinar los derechos de herencia. El contrato de matrimonio de Felipe II de España y de María I de Inglaterra, por ejemplo, estipulaba que las posesiones maternas, así como Borgoña y los Países Bajos, debían pasar a cualquiera de los futuros hijos de la pareja, mientras que los bienes paternos restantes (incluyendo España, Nápoles, Sicilia, Milán) serían en primer lugar dadas al primogénito de Felipe, Don Carlos, de su anterior matrimonio con María Manuela de Portugal. Si Carlos moría sin descendencia, sólo entonces se pasarían las tierras a los hijos de su segundo matrimonio. Por otro lado, el tratado Franco-Escocés que organizó en 1558 el matrimonio de María, Reina de Escocia y Francisco, el hijo y heredero de Enrique II de Francia, decía que si la reina moría sin descendencia, Escocia caería al trono de Francia.
La religión ha estado siempre estrechamente ligada a asuntos políticos europeos, y como tal, desempeña un papel importante en las negociaciones matrimoniales. El 1572 la boda en París de la princesa francesa Margarita de Valois al líder de los hugonotes de Francia, Enrique III de Navarra, fue aparentemente dispuesta para efectuar un acercamiento entre católicos y protestantes de la nación, pero resultó ser un engaño para lograr la masacre de San Bartolomé. Después de la reforma anglicana, bodas entre monarcas ingleses y princesas católicas eran impopulares, sobre todo cuando la reina consorte no estaba dispuesta a convertirse, o al menos practicar su fe discretamente. La aprobación de la Acta de Establecimiento en 1701 desheredaba a cualquier heredero al trono que se casara con un católico. Otras casas gobernantes, como los Romanovs y los Habsburgs, insistían en los matrimonios dinásticos solo podías ser contratados con las personas de una determinada fe o quienes están dispuestos a convertir. Cuando en 1926 Astrid de Suecia se casó con Leopoldo III de Bélgica, se acordó que sus hijos fueran criados como católicos, pero ella no estaba obligada a abandonar el luteranismo, aunque optó por convertirse en 1930. Algunas posibles coincidencias fueron abandonadas debido a las diferencias religiosas irreconciliables. Por ejemplo, los planes para el matrimonio del Vładisłao IV Vasa católico y la luterana lisabel de Bohemia,  resultó impopular con nobleza en gran parte católica de Polonia y fueron rechazados.
Los matrimonios entre dinastías gobernantes y sus problemas han sido comunes, con matrimonios como el del rey de Inglaterra Eduardo el Confesor con Edith de Wessex y Vładisłao II Jagellón, Rey de Polonia con Elizabet Granowska están lejos de ser algo inaudito en la Europa medieval. Sin embargo, mientras las dinastías se acercaban al absolutismo y trataban de preservar la lealtad entre los miembros competitivos de la nobleza, la mayoría eventualmente se distanciaba de los lazos de parentesco a los nobles locales para casarse en el extranjero.  Los matrimonios con estos problemas traían al rey de nuevo hasta el nivel de aquellos a los que gobernaban, a menudo estimulando la ambición de la familia de su consorte y evocando los celos y/o el desprecio, de la nobleza. La noción de que los monarcas deben casarse en las dinastías de otros monarcas para poner fin o prevenir la guerra fue, al principio, una política impulsada por el pragmatismo. Durante la era del absolutismo, esta práctica contribuyó a la idea de que era socialmente, así como políticamente desventajoso para los miembros de las familias gobernantes el casarse con sus súbditos y pasar por encima de la oportunidad para el matrimonio en una dinastía extranjera.

#### Roma Antigua
Mientras que los emperadores romanos casi siempre se casaban con mujeres que también eran ciudadanas romanas, las familias gobernantes de reinos del imperio del Cercano Oriente y África del Norte arreglaban matrimonios con otras casas reales para consolidar su posición. Estos matrimonios a menudo eran arreglados con la aprobación, o incluso por la orden, de los mismos emperadores romanos . Roma pensó que tales matrimonios promovían la estabilidad entre sus estados y prevenían las pequeñas guerras locales que perturbarían la Pax Romana. Glafira de Capadocia era conocida por haber arreglado tres de estos matrimonios reales: con Juba II y I, rey de Numidia y Mauritania, Alexander de Judea y Herodes Arquelao, etnarca de Samaria.
Otros ejemplos de la época romana antigua incluyen:
- Polemon II, Rey de Pontus y Berenice de Cilicia[26]
- Aristobulus IV de Judea y Berenice de Judea[27]
- Aristobulus Menor de Judea e Iotapa de Emesa[28]

#### Imperio bizantino

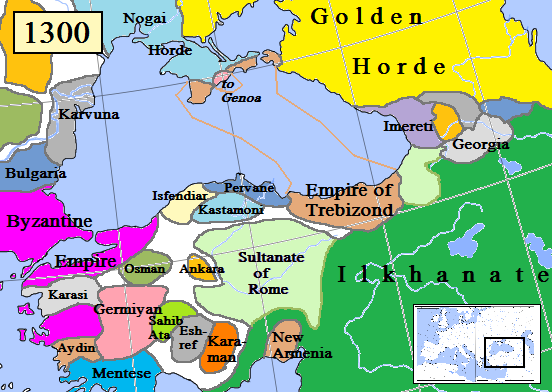
Al final del, Anatolia y sus áreas colindantes eran un mosaico de estados pequeños e independientes donde el matrimonio de era una herramienta clave para crear alianzas

Aunque algunos emperadores, como Justino I y Justiniano I, tomaron esposas de bajo nacimiento, los matrimonios dinásticos en las familias imperiales no eran inusuales en el Imperio bizantino. Tras la caída de Constantinopla en 1204, las familias gobernantes, los Láscaris y después los Paleólogos, pensaron que era prudente para casarse en dinastías extranjeras. Uno de los primeros ejemplos es el matrimonio de Juan III Ducas Vatatzés con Constanza, la hija del emperador Federico II del Sacro Imperio Romano para sellar su alianza. Después de establecer una alianza con los mongoles en 1263, Miguel VIII Paleólogo casó dos de sus hijas a los mongoles kanes para cimentar su acuerdo: su hija Eufrósine Paleóloga fue casada con Nogai Kan de la Horda de Oro, y su hija María Paleóloga se casó con Abaqa Khan de los Ilkanato. Más tarde en el siglo, Andrónico II Paleólogo acordó alianzas maritales con Ghazan de los Ilkanato y Toqta y Uzbeg de la Horda de Oro, que fueron seguidas por la boda de su hijas.
Los Grandes Comneno del Imperio de Trebisonda fueron famosos por casar a sus hijas a sus vecinos como acto de diplomacia. Teodora Gran Comnena, hija de Juan IV, fue casada con Uzún Hasán, señor de los Aq Qoyunlu, para sellar una alianza entre el Imperio y el llamado ovejas blancas. Aunque la alianza no pudo salvar a Trebisonda de su derrota final y a pesar de ser una cristiana devota en un estado musulmán, Teodora logró ejercer una influencia dominante tanto en las acciones nacionales y extranjeras de su marido.
Aunque por lo general hechos para fortalecer la posición del imperio, hay ejemplos de matrimonios mixtos que desestabilizan la autoridad del emperador. Cuando el emperador Andrónico II Paleólogo se casó con su segunda esposa, Irene de Montferrato, en 1284 se produjo una división en el Imperio sobre su demanda de que sus hijos compartieran territorio imperial con, Miguel, su hijo de su primer matrimonio. Ella recurrió a salir de Constantinopla, capital del Imperio Bizantino, y la creación de su propia corte en la segunda ciudad del Imperio, Tesalónica.

#### Era post Primera Guerra Mundial
En los tiempos modernos, entre la realeza europea, al menos, los matrimonios entre dinastías reales se habían vuelto mucho más raros de lo que alguna vez fueron. Los miembros de las dinastías europeas se casaban con miembros de la nobleza hereditaria, entre ellos Jorge VI del Reino Unido, Carlos, Príncipe de Gales, Alberto II de Bélgica, Juan Adán II de Liechtenstein, o con nobleza sin título como Felipe de Bélgica y Beatrix de los Países Bajos y muy a menudo con los plebeyos, como Carl XVI Gustaf de Suecia, Harald V de Noruega, Enrique de Luxemburgo, Felipe VI de España, Guillermo Alejandro de los Países Bajos, Príncipe Guillermo de Cambridge y Alberto II de Mónaco han hecho. 
En Europa, solo Juan Carlos I de España, Isabel II del Reino Unido y Luis, Príncipe Heredero de Liechtenstein se casaron con miembros de una dinastía extranjera.
Dicho esto, los matrimonios mixtos reales se siguieron produciendo. Por ejemplo:

##### Con miembros de dos casas reinantes
- Príncipe Nicolás de Liechtenstein y la Princesa Margarita de Luxembourgo[37] (1982, el ejemplo más reciente de un matrimonio real entre dos dinastías europeas en el poder al momento del matrimonio)
- Constantino II de Grecia y la Princesa Ana María de Dinamarca (1964)[38]
- Ernesto de Hannover y Carolina de Mónaco 1999.
- Juan Carlos I de España y Princesa Sofía de Grecia y Dinamarca (1962)[39]
- Juan de Luxemburgo y Josefina Carlota de Bélgica (1953)[40]
- Isabel II del Reino Unido y Felipe de Edimburgo  (1947)[41]
- Pedro II de Yugoslavia y Alejandra de Grecia (1944)[42]
- Federico IX de Dinamarca e Ingrid de Suecia (1935)[43]
- Príncipe Jorge de Kent y Princesa Marina de Grecia (1934)[44]
- Humberto II de Italia y María José de Bélgica (1930)[45]
- Boris III de Bulgaria y Juana de Saboya (1930)[46]
- Olaf V de Noruega y Princesa Marta de Suecia (1929)[47]
- Leopoldo III de Bélgica y Astrid de Suecia (1926)[48]
- Gustavo VI Adolfo de Suecia y Lady Luisa Mountbatten (1923)[49]
- Alejandro I de Yugoslavia y María de Rumanía (1922)[37][50]

##### Con miembros de una casa reinante y de una casa no reinante
- Princesa Carolina de Mónaco y Ernst August, Príncipe de Hanover (1999)[51]
- Princesa María de Bourbon y Archiduque Simeón de Habsburgo (1996)[52]
- Luis de Liechtenstein y Duquesa Sofía de Baviera (1993)[36]
- Princesa Astrid de Bélgica y Archiduque Lorenzo de Austria-Este (1984)[53]
- Princesa María Astrid de Luxemburgo y Archiduque Carl Christian de Austria (1982)[54]
- Princesa Barbara de Liechtenstein y Príncipe Alejandro de Yugoslavia (1973)[55]
- Princesa Benedicta de Dinamarca y Ricardo de Sayn-Wittgenstein-Berleburg (1968)[56]
- Princesa Irene de la Países Bajos y Carlos Hugo Duque de Parma (1964)[57]
- Princesa Birgitta de Suecia y Príncipe Johann Georg de Hohenzollern (1961)[58]
- Princesa Alicia de Luxemburgo y Antonio de Ligne (1950)[59]

##### Ejemplos modernos de intra-matrimonio dinástico
- Canuto de Dinamarca y Princesa Carolina Matilde de Dinamarca (1933)[n 8]

### Asia

#### Tailandia
La Dinastía Chakri deTailandia  ha incluido los matrimonios entre parientes reales  pero los matrimonios entre dinastías y extranjeros, entre ellos miembros de la realeza extranjera, son raros. Esto se debe en parte a la Sección 11 de la Ley 1924 Palacio de Sucesión, que excluye a los miembros de la familia real desde la línea de sucesión si se casan con un no tailandés.
El actual rey, Bhumibol Adulyadej es un primo segundo de su esposa, Sirikit, los dos son, respectivamente, un nieto y bisnieta de Chulalongkorn. Chulalongkorn casó algunas de sus medias hermanas, incluyendo Savang Vadhana y Sunandha Kumariratana; que compartían el mismo padre, Mongkut.

#### China
La política de Matrimonio en China imperial difería de dinastía a dinastía. La Dinastía Tang (618-907) los emperadores dieron sus hijas a los gobernantes del Kanato Uigur para consolidar el comercio especial y relación militar que se desarrolló después de que Khaganate apoyó los chinos durante la Rebelión de An Lushan. Al menos tres princesas imperiales Tang se sabe que se han casado con khagans entre 758 y 821. Estas uniones pararon temporalmente en 788,  que se cree en parte fue porque la estabilidad dentro del imperio chino significaba que eran políticamente innecesaria; sin embargo, las amenazas de Tíbet en el oeste, y una renovada necesidad de apoyo Uigur, precipitaron el matrimonio de la Princesa Taihe con Bilge Khagan.
Emperadores de la dinastía Song (960-1279) tendían a casarse dentro de sus propias fronteras. Emperadores Tang, tomaron principalmente a sus esposas de familias burocráticas de alto rango, pero la dinastía Song no consideraron rango importante a la hora de seleccionar a sus consortes. Se ha estimado que sólo un cuarto de consortes de Song eran de esas familias, siendo el resto ascendencias inferiores. Por ejemplo Liu, consorte del Emperador Zhenzong, había sido artista callejera y la consorte Miao, esposa del emperador Renzong era la hija de su nodriza.
Durante la dinastía Qing (1644-1912), los emperadores elegían a sus consortes principalmente de una de los ocho banderas, divisiones administrativas que dividen a las familias manchúes nativas. Para mantener la pureza étnica de la dinastía gobernante, después de que el período de Kangxi (1662-1722), emperadores y príncipes tenían prohibido casarse con mujeres no-Manchú. Las Hijas imperiales por otro lado, no estaban cubiertas por esta prohibición y al igual que con sus dinastías anteriores, eran a menudo casadas con príncipes mongoles para ganar apoyo político o militar, sobre todo en los primeros años de la dinastía Qing; tres de las nueve hijas del emperador Nurhaci y doce del Emperador Hung Taiji fueron desposadas por príncipes mongoles.

#### Japón y Corea

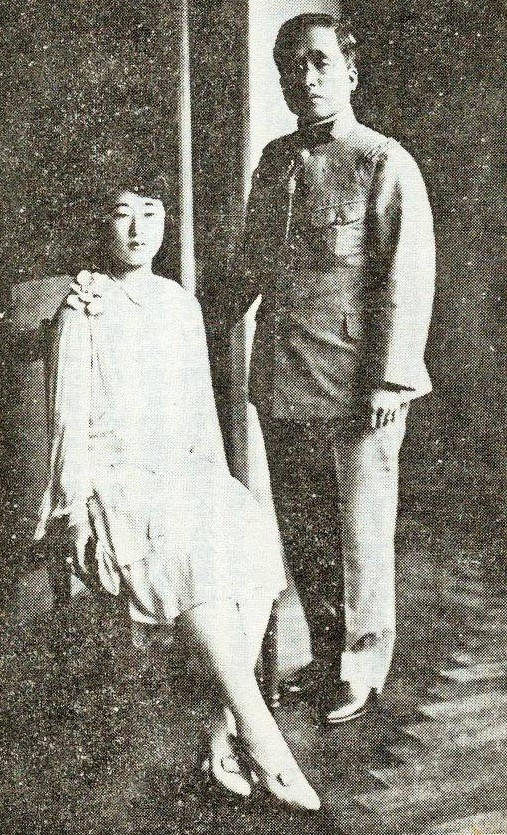
Fotografía de la boda del príncipe Yi Un de Corea y la princesa japonesa Masako de Nashimoto

El Reino de Silla tenía una práctica que limita la sucesión al trono a los miembros del seonggol o "hueso sagrado", el rango. Para mantener su rango de "hueso sagrado", los miembros de esta casta menudo se casaban entre sí de la misma manera que los miembros de la realeza europea se casaban para mantener la "pureza" real.
Los japoneses puede que no vieran los matrimonios consaguineos entre ellos y las dinastías reales del Imperio de Corea como perjudiciales para su prestigio. De acuerdo con la Shoku Nihongi, un registro imperial encargado de la historia japonesa completado en 79, el Emperador Kanmu que gobernó desde 781 a 806 era el hijo de una concubina de Corea, Takano no Niigasa, descendiente del Rey Muryeong de Baekje, uno de los Tres Reinos de Corea.
Más recientemente, en 1920, el príncipe heredero Yi Un de Corea estaba casado con la princesa Masako de Nashimoto y en mayo de 1931, Yi Geon, nieto de Gojong de Corea desposó a Matsudaira Yosiko, una prima de la princesa Masako. Los japoneses vieron estos matrimonios como una forma de asegurar su dominio colonial de Corea e introducir sangre japonesa en la realeza coreana en la Casa de Yi.

### África
A veces, el matrimonio entre miembros de la misma dinastía ha sido común en el África central. Los matrimonios entre los Swazi, Zulú y Thembu casas reales en el sur de África son comunes. Por ejemplo, la hija del expresidente de Sudáfrica y Thembu real Nelson Mandela, Mandela Zeni, en 1977 se casó con el príncipe Thumbumuzi Dlamini, un hermano de Mswati III, rey de Suazilandia.
Ejemplos de matrimonios reales históricos, míticos y contemporáneos en toda África incluyen:
- Mantfombi Dlamini,  hermana de Mswati III de Goodwill Zwelithini, Rey de los Zulús, como su Gran Esposa Real (1977)[74]
- El emperador Toucouleur Umar Tall y la hija del sultán Muhammed Bello de Soko[75]

### Mundo musulmán

#### Al-Andalus
Desde la época de la conquista de los Omeyas de España y en toda la Reconquista, el matrimonio entre miembros de la realeza española y omeyas no era raro. Los matrimonios tempranos, como el de Abd al-Aziz Ibn Musa y Egilona a la vuelta del siglo octavo, se pensó para ayudar a establecer la legitimidad de la dominación musulmana en la península ibérica. instancias posteriores de los matrimonios mixtos fueron hechos a menudo para sellar los tratados comerciales entre los reyes cristianos y califas musulmanes. A través de estos matrimonios, como la de Alfonso VI de León y Castilla y Zaida de Sevilla, se cree que la mayor parte de la realeza europea puede rastrear su ascendencia a la familia del profeta Mahoma, aunque esto sigue siendo controvertido.

#### Imperio Otomano
Los matrimonios de los sultanes otomanos y sus hijos en los siglos XIV y XV tendían a estar con los miembros de las dinastías gobernantes de las potencias vecinas. Con poco respeto por la religión, los sultanes contrajeron matrimonios con cristianos y musulmanes.; el propósito de estos matrimonios reales eran puramente táctico. Los bizantinos y serbios cristianos , así como los beyliks musulmanes de Germiyan, Saruhan, Karaman y Dulkadir eran todos los enemigos potenciales y el matrimonio fue visto como una manera de asegurar alianzas con ellos. El matrimonio con dinastías extranjeras parece haber cesado en 1504, con el último matrimonio de un sultán con una princesa extranjera siendo el de Murad II y Mara Branković, hija del gobernante serbio Đurađ Branković, en 1435. En ese momento, la otomanos habían consolidado su poder en la zona y absorbido o subyugado muchos de sus antiguos rivales, por lo que las alianzas matrimoniales ya no fueron importantes para su política exterior.
El principio islámico de kafa'a desalienta los matrimonios de las mujeres a los hombres de diferente religión o de estatus inferior. Vecinas potencias musulmanas empezaron a dar sus hijas en matrimonio a los príncipes otomanos hasta el siglo XV, cuando habían crecido en importancia. Este mismo principio significaba que, mientras que los hombres otomanos tenían libertad para casarse con mujeres cristianas, princesas musulmanas se les impidió casarse con príncipes cristianos.

#### Era post Primera Guerra Mundial
Hay varios casos modernos de matrimonios mixtos entre miembros de familias reales y antiguas familias reales de los estados islámicos (es decir, Jordania, Marruecos, Arabia Saudita, los estados constitutivos de los Emiratos Árabes Unidos, etc.).
Ejemplos incluyen:
- Mohammed Reza Pahlavi de Irán y Princesa Fawzia Fuad de Egipto (1939–1948)[80]
- Sheikh Mohammed bin Rashid Al Maktoum de Dubái y Princesa Haya bint Al Hussein de Jordania (2004)[81]
- Muhammad Ali, Príncipe de Sa'id, hijo de Fuad II de Egipto y Princesa Noal Zaher Shah, bisnieta de Zahir Shah de Afganistán (2013)[82]
- Ibrahim Ismail, Sultan de Johor y Raja Zarith Sofiah de Perak (1982)[83]
- Princesa Durru Shehvar, Hija del emperador Otomano Abdul Mejid II, y Azam Jah, hijo de Asaf Jah VII de Hyderabad(1931)[84]

## Matrimonio morganático

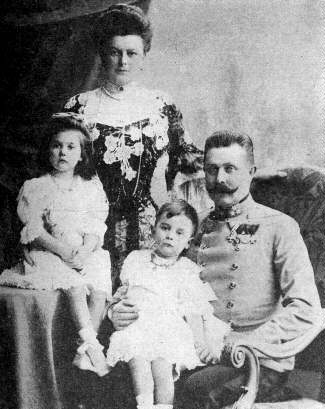
Archiduque Francisco Fernando de Austria y su esposa Condesa Sofía Chotek

En un tiempo, algunas dinastías cumplían estrictamente el concepto de matrimonio mixto real. Los Bernadottes, Habsburgo, Borbones sicilianos y españoles y Romanov, entre otros, introdujeron leyes que gobernaban la casa matrimonios dinásticos;  se consideró importante que se casaran dinastías con clases sociales iguales (es decir, otras realezas), lo que excluye incluso a los nacidos como la más alta de los nobles no reales.  Esas dinastías que contrajeron matrimonios no deseados a menudo lo hacían morganáticamente. En general, este es un matrimonio entre un hombre de alta cuna y una mujer de condición inferior (como una hija de una familia noble de bajo rango o un plebeyo). Por lo general, ni la novia ni los hijos del matrimonio tienen derecho a una reclamación sobre los derechos de sucesión, títulos, precedencia, o la propiedad que supone del novio. Los niños son considerados legítimos para todos los demás propósitos y la prohibición de la bigamia se aplica.
Ejemplos de matrimonios morganáticas incluyen:
- Príncipe Alejandro de Hesse y Condesa Julia de Hauke (1851)[89]
- Duque Alejandro de Württemberg y Condesa Claudia Rhédey von Kis-Rhéde (1835)[90]
- Gran Duque Constantino Pavlovich y Condesa Joanna Grudna-Grudzińska (1796)[91]
- Archiduque Francisco Fernando de Austria y Condesa Sofía Chotek von Chotkova und Wognin (1900)[92]

## Endogamia

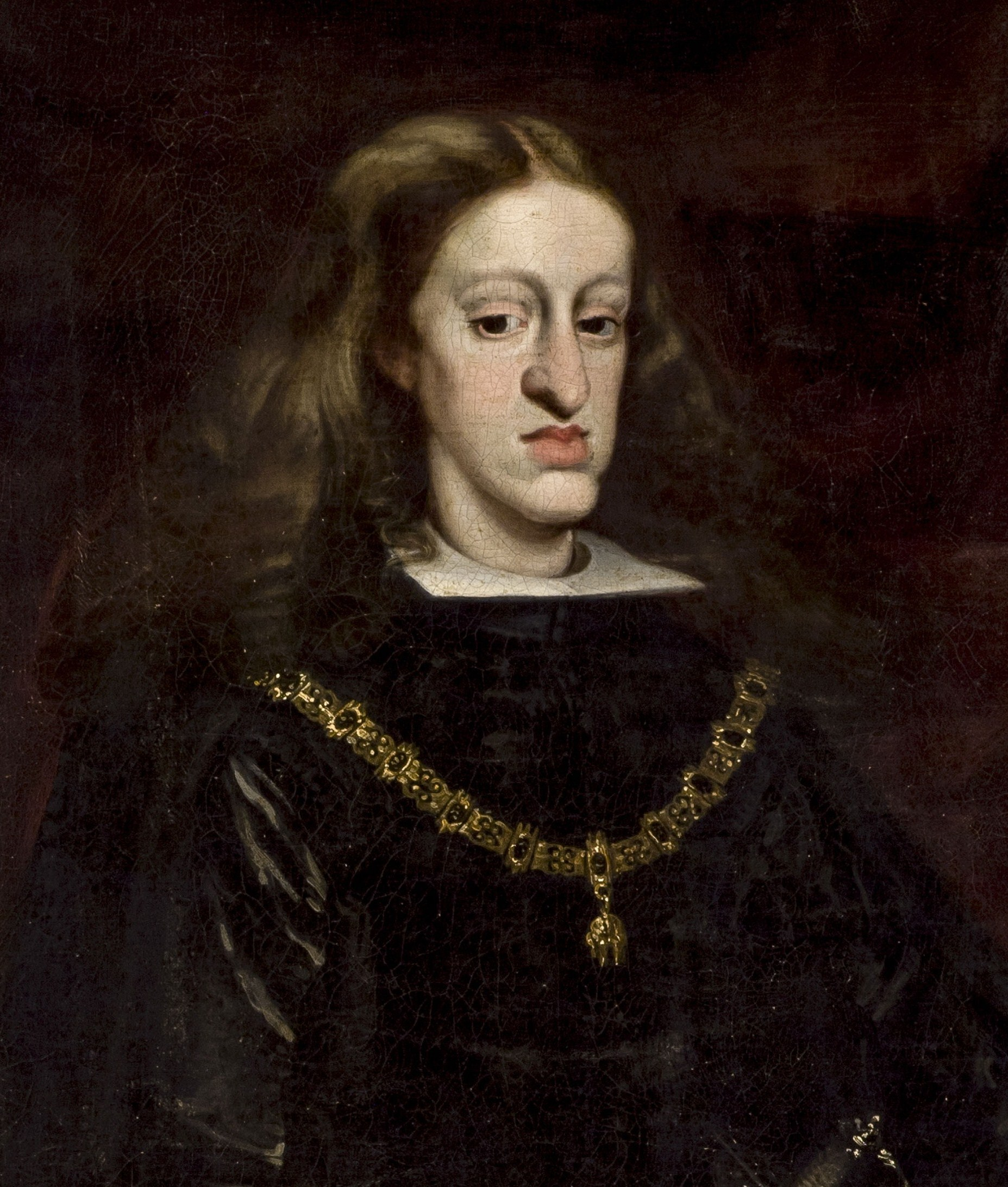
Carlos II de España, cuya madre, Mariana de Austria era también sobrina de su padre Felipe IV de España

Con el tiempo, debido al número relativamente limitado de consortes potenciales, la reserva genética de muchas familias gobernantes creció progresivamente menor, hasta que toda la realeza europea se relacionó. Esto también dio lugar a muchos descendientes de una persona determinada a través de muchas líneas de descendencia, como los numerosos descendientes de realeza europea y nobleza descendiente de la reina Victoria del Reino Unido o el rey Cristián IX de Dinamarca. La Casa de Habsburgo fue célebre por endogamia, con el labio Habsburgo citado como un mal efecto, aunque no hay evidencia genética que demuestre la acusación. Las casas estrechamente relacionadas de Habsburgo, Bourbon, Braganza y Wittelsbach también comprometidas en sindicatos entre primos hermanos con frecuencia y en doble primo y tío-sobrina matrimonios de vez en cuando.
Ejemplos de matrimonios incestuosos y el impacto de la endogamia en las familias reales incluyen:
- Todos los gobernantes de la dinastía ptolemaica de Ptolomeo II se casaron con sus hermanos y hermanas, a fin conservar la sangre de Ptolomeo «puro» y reforzar la línea de sucesión.
- Cleopatra VII (también llamada Cleopatra VI) y Ptolomeo XIII, que se casó y se convirtió en co-gobernantes del antiguo Egipto después de la muerte de su padre, es el ejemplo más conocido[96]
- Jean V de Armagnac se decía que había formado una extraña alianza entre hermanos.[97]  No hay evidencia de que este «matrimonio» fue contratado para fines de la dinastía en lugar de razones personales.[97]
- Uno de los ejemplos más famosos de un rasgo genético que se agravan con los matrimonios mixtos en las familias reales fue la Casa de Habsburgo, quienes desposaban frecuentemente y eran conocidos por el prognatismo mandibular (también conocido como «mandíbula Habsburgo» o «labios de Habsburgo»). Esto fue típico de muchos de los Habsburgo durante un período de seis siglos.[98]